# Just Dance 2021
Just Dance 2021 is een muziekspel uitgebracht door Ubisoft voor de PlayStation 4, PlayStation 5, Xbox One, Xbox Series, Nintendo Switch en Google Stadia. Het is het vervolg op Just Dance 2020. Het spel werd in Noord-Amerika uitgegeven op 12 november 2020 en in Europa op 24 november 2020.
Just Dance 2021 bevat 43 nieuwe muziektitels. Tevens was er de mogelijkheid om via een abonnementsmodel nieuwe muzieknummers toe te voegen.
Het spel ontving positieve recensies en heeft op verzamelsite Metacritic een score voor de Switch-versie van 70%.

## Trivia
Het is het eerste spel dat sinds de start van de spelserie niet op de Wii is uitgebracht.